# Théodore Poussin
Théodore Poussin est une série de bande dessinée d'aventure de Frank Le Gall. Le héros, qui donne son titre à la série, est un jeune marin et aventurier dunkerquois dans l'Asie de l'entre-deux-guerres.

## Contexte de création et histoire éditoriale
Pour Frank Le Gall, la création et la prépublication de Théodore Poussin, en 1984, est l'occasion de retravailler avec Spirou après plus d'un an sans travail.
Son inspiration lui vient de souvenir racontés par son grand-père qui est parti en Indochine en 1927 et à qui sa famille lui a demandé de retrouver la tombe d'un oncle enterré là-bas et qu'il ne retrouvera jamais. De même, il s'inspire du physique de ce grand-père pour dessiner le héros Théodore Poussin. Une autre source d'inspiration de Frank Le Gall pour la série est l'écrivain Robert Louis Stevenson. Pour le personnage de Barthélémy Novembre, son inspiration lui vient de l'acteur Robert Le Vigan dans Les Bas-Fonds de Jean Renoir.
Au départ, Frank Le Gall souhaite donner à la série un ton très littéraire. Mais le rédacteur en chef de Spirou de l'époque, Philippe Vandooren, lui demande d'introduire davantage d'actions pour plaire au lectorat. Frank Le Gall s'exécute  à la fin du tome 1 mais le regrette par la suite.
Si Théodore Poussin a permis à Frank Le Gall de retravailler dans Spirou, l'histoire de la prépublication de la série dans l'hebdomadaire est chaotique : sur 14 albums seuls 7 sont prépubliés dans Spirou au gré des changements de rédacteur en chef et de politique éditoriale. Par ailleurs, la publication en albums est un autre combat que Frank Le Gall partage avec d'autres jeunes auteurs de la revue : ce combat aboutit à la création de la collection Repérages qui permet de distinguer au sein de l'abondante offre éditoriale de Dupuis des albums destinés à un lectorat plus mature. C'est dans cette collection que sont publiés tous les titres de la série à compter du tome 4. Les trois premiers tomes sont alors réédités dans cette collection et le stock paru en traditionnel est pilonné.
Si Frank Le Gall est tenté à un moment de redessiner le tome 1 de la série qu'il estime moins bien dessiné, il en est dissuadé par Jean Deneumostier, dirigeant de Dupuis jusqu'en 2004, qui juge ce travail sans fin et préfère consacrer l'argent de l'éditeur à défendre des nouveautés.

## Synopsis
Dunkerque, 1927. Le jeune Théodore Poussin, employé de bureau dans une compagnie maritime, rêve de prendre la mer et de partir à l'aventure. Ainsi embarque-t-il parmi l'équipage du Cap Padaran en tant qu'élève-commissaire, et part sur les traces de son oncle, Charles Steene, porté disparu et supposé mort en 1916 à Haïphong. Il ignore qu'il ne reverra pas Dunkerque et ses proches avant trois années au cours desquelles il vivra de nombreuses péripéties, exerçant divers métiers, de Singapour à Saïgon.

## Les personnages

### Théodore Poussin
Né en 1902 à Dunkerque, Théodore Poussin est un jeune aventurier, au crâne presque chauve et à lunettes rondes. Les traits du personnage ressemblent à ceux du grand-père de Frank Le Gall, Théodore-Charles Le Coq, et son aventure s'inspire du journal laissé par ce dernier.
Chaque album est parsemé de références littéraires (Joseph Conrad, Baudelaire, ou encore, dans le tome 13, Des souris et des hommes de John Steinbeck, un personnage d'Edward Lear…). Ces références font que le personnage dépasse ses limites biographiques initiales, en l'inscrivant dans une dimension littéraire et romanesque.

### Autres personnages récurrents
- Barthélémy Novembre (tomes 1 à 6, 11 à 14)
- André Clacquin (tomes 1, 6, 7 et 12)
- Augustin Poisson (tomes 1, 9 et 10)
- Charles Steene (tomes 1, 6 et 14)
- Camille Poussin (tomes 1, 6 et 7)
- Martin Klemperer (tomes 2, 4, 5, 12 à 14)
- Georges Town (tomes 2, 4 et 5)
- le capitaine Crabb (tomes 3, 12 et 13)
- Éléonore « Chouchou » Bataille (tomes 9, 10 et 12)
- Coudreuse (tomes 12 à 14)

## Prix
- 1987 : Prix du meilleur scénario au festival BD d'Hyères pour Capitaine Steene[1]
- 1989 : Alph-Art du meilleur album français au Festival d'Angoulême pour Marie-Vérité[2]
- 1992 :  Prix Max et Moritz de la meilleure publication de bande dessinée en allemand
- 1993 : Alph-Art du public au festival d'Angoulême pour Un passager porté disparu[3]

## Albums
Le sixième tome, qui raconte le retour de Théodore Poussin dans sa ville natale et révèle ses origines, marque la fin d'un cycle. Le septième, La Vallée des Roses, en référence au quartier dunkerquois de Rosendaël, raconte l'enfance du héros. Les albums suivants, à l'exception du diptyque intitulé La Terrasse des audiences, constituent des récits indépendants, bien que l'auteur fasse régulièrement appel à des personnages rencontrés dans les aventures précédentes.
- 1 Capitaine Steene, Dupuis, Marcinelle, mai 1987
Scénario : Théodore-Charles Le Coq, Frank Le Gall - Dessin et couleurs : Frank Le Gall
- 2 Le Mangeur d'Archipels, Dupuis, Marcinelle, septembre 1987
Scénario, dessin et couleurs : Frank Le Gall
- 3 Marie Vérité, Dupuis, Marcinelle, mai 1988
Scénario : Frank Le Gall, Yann - Dessin : Frank Le Gall - Couleurs : Dominique Thomas
- 4 Secrets, Dupuis, Repérages, Marcinelle, février 1990
Scénario et dessin : Frank Le Gall - Couleurs : Dominique Thomas
- 5 Le Trésor du rajah blanc, Dupuis, Repérages, Marcinelle, mai 1991
Scénario et dessin : Frank Le Gall - Couleurs : Dominique Thomas
- 6 Un passager porté disparu, Dupuis, Repérages, Marcinelle, avril 1992
Scénario et dessin : Frank Le Gall - Couleurs : Dominique Thomas
- 7 La Vallée des roses, Dupuis, Repérages, Marcinelle, janvier 1993
Scénario : Théodore-Charles Le Coq, Frank Le Gall - Dessin et couleurs : Frank Le Gall
- 8 La Maison dans l'île, Dupuis, Repérages, Marcinelle, janvier 1994
Scénario et dessin : Frank Le Gall - Couleurs : Dominique Thomas
- 9 La Terrasse des audiences 1[4], Dupuis, Repérages, Marcinelle, octobre 1995
Scénario et dessin : Frank Le Gall - Couleurs : Dominique Thomas
- 10 La Terrasse des audiences 2, Dupuis, Repérages, Marcinelle, décembre 1997
Scénario et dessin : Frank Le Gall - Couleurs : Brigitte Findakly
- 11 Novembre toute l'année, Dupuis, Repérages, Marcinelle, novembre 2000
Scénario et dessin : Frank Le Gall - Couleurs : Dominique Thomas
- 12 Les Jalousies, Dupuis, Repérages, Marcinelle, mars 2005
Scénario et dessin : Frank Le Gall - Couleurs : Dominique Thomas
- 13 Le Dernier Voyage de l'Amok, Dupuis, Marcinelle, avril 2018
Scénario et dessin : Frank Le Gall - Couleurs : Robin Le Gall
- 14 Aro Satoe, Dupuis, Marcinelle, février 2023
Scénario et dessin : Frank Le Gall - Couleurs : Robin Le Gall

## Récompense
- Marie Vérité : Alfred du meilleur album français au Festival d'Angoulême 1989[2].